# Grissellium hirtulum
Grissellium hirtulum är en stekelart som beskrevs av Boucek 1993. Grissellium hirtulum ingår i släktet Grissellium och familjen puppglanssteklar. Inga underarter finns listade i Catalogue of Life.